# برتشتی د جوس
برتشتی د جوس (Berteștii de Jos) یک کومونه در شهرستان برئیلا، منطقه مونتنیا، رومانی است. این کومونه شامل چهار روستا به نام‌های برتشتی د جوس، برتشتی د سوس، گورا کالماتسوی و اسپایرو هارت است. پیش‌تر، روستاهای گورا گارلوتسئی و نیکولشتی که اکنون خالی از سکنه هستند نیز جزو این کومونه بودند. بخشی از پارک طبیعی بالتای کوچک برئیلا (Balta Mică a Brăilei) در قلمرو اداری این کومونه قرار دارد.